# Abdulaziz Al-Buloushi
Abdulaziz Mohammed Al-Buloushi (1962. december 4. –) kuvaiti válogatott labdarúgócsatár.